# Music from the Penguin Cafe
Albums de Penguin Cafe Orchestra
Penguin Cafe Orchestra
(1981)
Music from the Penguin Cafe est le 1er album de Penguin Cafe Orchestra sorti en 1976.
Il fait partie de l'ouvrage de référence Les 1001 albums qu'il faut avoir écoutés dans sa vie.

## Liste des titres
Toutes les paroles sont écrites par Neil Rennie, toute la musique est composée par Simon Jeffes, sauf les titres 1, 9, 10, 11 (S. Jeffes, S. Nye, G. Wright, H. Leibmann) et le titre 7 (S. Jeffes, d'après le compositeur anglais du XVIe siècle Giles Farnaby).
| No  | Titre                                                                | Durée |
| --- | -------------------------------------------------------------------- | ----- |
| 1.  | Penguin Cafe Single                                                  | 6:15  |
| 2.  | From the Colonies                                                    | 1:38  |
| 3.  | In a Sydney Motel                                                    | 2:28  |
| 4.  | Surface Tension (Where the Trees Meet the Sky)                       | 2:22  |
| 5.  | Milk                                                                 | 2:22  |
| 6.  | Coronation                                                           | 1:32  |
| 7.  | Giles Farnaby's Dream                                                | 2:19  |
| 8.  | Pigtail                                                              | 2:44  |
| 9.  | The Sound of Someone You Love Who's Going Away and it Doesn't Matter | 11:46 |
| 10. | Hugebaby                                                             | 4:48  |
| 11. | Chartered Flight                                                     | 6:41  |

## Musiciens
- Simon Jeffes
- Helen Liebmann
- Steve Nye
- Neil Rennie
- Gavyn Wright
- Emily Young